# Friedrich Christian Kries
Friedrich Christian Kries (häufig auch Friedrich Kries; * 18. Oktober 1768 in Thorn; † 29. Mai 1849 in Gotha) war ein deutscher Klassischer Philologe, Mathematiker und Physiker.

## Leben
Kries’ Vater Johann Albin stammte gebürtig aus Gotha und stand als Rektor dem Thorner Gymnasium vor. Diese Schule besuchte entsprechend dann auch Kries. Im Frühjahr 1786 ging er an die Universität Leipzig, an der er hauptsächlich Theologie und Philologie studierte, sich aber auch der Philosophie und Mathematik widmete. Bereits ein Jahr darauf wechselte er an die Universität Göttingen. Dort stand das Studium der alten Sprachen im Vordergrund, darüber hinaus befasste er sich weiter mit der Philosophie, der Mathematik und der Naturkunde. In Göttingen stand er insbesondere unter dem Einfluss von Christian Gottlob Heyne, zu dessen philologischem Seminar er gehörte, sowie vom Physiker Georg Christoph Lichtenberg. Wohl in dieser Zeit erfolgte auch seine Promotion.
Kries nahm entsprechend der Empfehlung von Heyne und Lichtenberg am 2. November 1789 die Stellung als Collaborator am Gymnasium illustre von Gotha an. Diese Schule hatte zu dieser Zeit einen hervorragenden Ruf in deutschen Landen, und er fand schnell im Generalsuperintendenten Josias Friedrich Löffler, im Professor seiner Schule Friedrich Jacobs und im Rektor der Schule Friedrich Wilhelm Döring Freunde. Entsprechend stieg er kontinuierlich am Gymnasium auf und lehnte sämtliche Rufe anderer Schulen ab. Er lehrte Latein, Geschichte, Philosophie und die italienische Sprache und wurde 1797 zum Professor ernannt. Am 1. April 1801 wurde er zudem mit der Lehre für Physik und Mathematik am Schullehrerseminar betraut. 1819 erlangte er am Gymnasium die erste Professur. Nachdem 1839 noch sein 50-jähriges Dienstjubiläum begangen wurde, ging er 1840 in den Ruhestand und überließ Christian Ferdinand Schulze die erste Professur, lehrte jedoch weiter am Schullehrerseminar.

## Ehrungen
- vor 1836 Herzoglich Sachsen-Ernestinischer Hausorden
- 1840 herzoglicher Hofrat

## Schriften (Auswahl)
- Rechenbuch für Bürger- und Landschulen. Becker, Gotha 1804.
- Lehrbuch der Physik für gelehrte Schulen. Mit Holzschnitten. Frommann, Jena 1806.
- Lehrbuch der reinen Mathematik. Mit Holzschnitten. 2. Auflage, Fromann, Jena 1810.
- Lehrbuch der mathematischen Geographie. Göschen, Leipzig 1814 (später bei de Gruyter, Berlin).
- Vorlesungen über die Naturlehre für Frauenzimmer. 3 Bände, Dyk, Leipzig 1832–1836.
- Sammlung physikalischer Aufgaben nebst ihrer Auflösung: zum Gebrauch in Schulen und beym Selbstunterricht. Frommann, Jena 1843.
- Lehrbuch der Naturlehre für Anfänger. Nebst einer kurzen Einleitung in die Naturgeschichte. 8. Auflage, Becker, Gotha 1844.

Daneben legte Kries diverse Übersetzungen aus dem Englischen, Französischen oder Italienischen vor. Außerdem besorgte er mit Ludwig Christian Lichtenberg die Herausgabe der Schriften von Georg Christoph Lichtenberg und lieferte Beiträge an Periodika wie den Gothaer Hofkalender oder an die Allgemeine deutsche Bibliothek. Populär wurde überdies seine Preisschrift über die Ursache von Erdbeben.